# Tir aux Jeux olympiques d'été de 1992
Navigation
Séoul 1988 Atlanta 1996
Treize épreuves de tir (9 masculines et 4 féminines) furent disputées à l'occasion des Jeux olympiques d'été de 1992 au Centre de tir de Mollet del Vallès près de Barcelone.

## Tableau des médailles
| Rang | Nation                      | Or | Argent | Bronze | Total |
| ---- | --------------------------- | -- | ------ | ------ | ----- |
| 1    | Équipe unifiée de l’ex-URSS | 5  | 2      | 1      | 8     |
| 2    | Chine                       | 2  | 2      | 0      | 4     |
| 3    | Allemagne                   | 2  | 0      | 1      | 3     |
| 4    | Corée du Sud                | 2  | 0      | 0      | 2     |
| 5    | États-Unis                  | 1  | 1      | 0      | 2     |
| 6    | Tchécoslovaquie             | 1  | 0      | 1      | 2     |
| 7    | Bulgarie                    | 0  | 2      | 1      | 3     |
| 8    | Athlètes indépendants       | 0  | 1      | 2      | 3     |
| 9    | Japon                       | 0  | 1      | 1      | 2     |
| 10   | France                      | 0  | 1      | 0      | 1     |
| 10   | Lettonie                    | 0  | 1      | 0      | 1     |
| 10   | Norvège                     | 0  | 1      | 0      | 1     |
| 10   | Pérou                       | 0  | 1      | 0      | 1     |
| 14   | Italie                      | 0  | 0      | 2      | 2     |
| 15   | Mongolie                    | 0  | 0      | 1      | 1     |
| 15   | Roumanie                    | 0  | 0      | 1      | 1     |
| 15   | Suède                       | 0  | 0      | 1      | 1     |
| 15   | Pologne                     | 0  | 0      | 1      | 1     |

## Résultats

### Hommes
| Épreuves                     | Or                                                    | Argent                                                 | Bronze                                              |
| Pistolet à air comprimé 10 m | Wang Yifu Chine 684,6 pts.                            | Sergei Piyianov Équipe unifiée de l’ex-URSS 684,1 pts. | Sorin Babii Roumanie 684,1 pts.                     |
| Pistolet libre 50 m          | Konstantin Lukashik Équipe unifiée de l’ex-URSS 658.0 | Wang Yifu Chine 657,0                                  | Ragnar Skanåker Suède 657,0                         |
| Pistolet rapide 25 m         | Ralf Schumann Allemagne 885                           | Afanasijs Kuzmins Lettonie 882                         | Vladimir Vokhmianin Équipe unifiée de l’ex-URSS 882 |
| Carabine à air comprimé 10 m | Yuri Fedkin Équipe unifiée de l’ex-URSS 695,5         | Franck Badiou France 691,9                             | Johann Riederer Allemagne 691,7                     |
| Carabine 3 positions 50 m    | Hrachya Petikyan Équipe unifiée de l’ex-URSS 1267,4   | Robert Foth États-Unis 1266,6                          | Ryohei Koba Japon 1265,9                            |
| Carabine couché 50 m         | Lee Eun-chul Corée du Sud 702,5                       | Harald Stenvaag Norvège 701,4                          | Stevan Pletikosic Athlètes indépendants 701,1       |
| Cible mobile 10 m            | Michael Jakosits Allemagne 673                        | Anatoli Asrabayev Équipe unifiée de l’ex-URSS 673      | Luboš Račanský République tchèque 670               |

### Femmes
| Épreuves                     | Or                                                  | Argent                                    | Bronze                                    |
| Pistolet à air comprimé 10 m | Marina Logvinenko Équipe unifiée de l’ex-URSS 486,4 | Jasna Sekaric Athlètes indépendants 486,4 | Maria Grozdeva Bulgarie 481,6             |
| Pistolet sportif 25 m        | Marina Logvinenko Équipe unifiée de l’ex-URSS 684   | Li Duihong Chine 680                      | Dorjsuren Munkbayar Mongolie 679          |
| Carabine à air comprimé 10 m | Yeo Kab-soon Corée du Sud 498,2                     | Vesela Lecheva Bulgarie 495,2             | Aranka Binder Athlètes indépendants 495,1 |
| Carabine 3 positions 50 m    | Launi Meili États-Unis 684,3                        | Nonka Matova Bulgarie 682,7               | Małgorzata Ksiazkiewicz Pologne 681,5     |

### Mixte
| Épreuves        | Or                                   | Argent                    | Bronze                     |
| Fosse olympique | Petr Hrdlička République tchèque 219 | Kazumi Watanabe Japon 219 | Marco Venturini Italie 218 |
| Skeet           | Zhang Shan Chine 223                 | Juan Jorge Giha Pérou 222 | Bruno Rossetti Italie 222  |